# Roccadaspide
Roccadaspide es una localidad y comune italiana de la provincia de Salerno, región de Campania, con 7.472 habitantes.

## Evolución demográfica
| Gráfica de evolución demográfica de Roccadaspide entre 1861 y 2001 |
|                                                                    |
| Fuente ISTAT - elaboración gráfica de Wikipedia                    |